# Örebro Sportklubb
L'Örebro Sportklubb, meglio noto come Örebro SK o semplicemente Örebro, è una società calcistica svedese con sede nella città di Örebro. Milita in Superettan, la seconda divisione del campionato svedese.
La Behrn Arena, che ospita le partite interne, ha una capacità di 14.500 spettatori.

## Storia
Il club è stato fondato presso il Kafé National il 28 ottobre 1908, quando un gruppo di 79 giovani si staccò dalla società IFK Örebro a seguito di conflitti interni.
Nel 1909 la polisportiva vinse il suo primo torneo nel bandy, mentre la sezione relativa al calcio ha disputato il suo primo match nello stesso anno. Nel 1911 la squadra calcistica ha debuttato nella locale Örebro League, vincendo il torneo nel 1913. Nel 1920 ci fu l'esordio nella coppa valida per il titolo nazionale.
Nel 1922 cambiarono le divise del club, passando da un completo interamente nero all'attuale completo composto da maglia bianca e pantaloncini neri. Nel corso degli anni '20, l'Örebro ha oscillato tra la Division 1 e la Division 3, mentre negli anni seguenti ci fu un'alternanza tra Division 2 e Division 3. Fritjof Olsson fu il primo giocatore dei bianconeri a vestire la maglia della Nazionale.

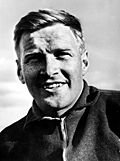
Orvar Bergmark

La prima promozione nella massima serie arrivò nel 1946 dopo aver battuto il Surahammar ai playoff, ma la permanenza nella Allsvenskan durò solamente un anno. Stesso copione nel 1948, anno del 40º anniversario, anche in questo caso ci fu una retrocessione immediata. In occasione dei Mondiali 1958 organizzati proprio in Svezia, il difensore Orvar Bergmark vinse la medaglia d'argento, con il club relegato in seconda serie.
Nel 1960 il club ha venduto lo stadio Eyravallen (l'odierna Behrn Arena) al comune di Örebro, mentre la formazione bianconera è stata protagonista di un nuovo ritorno in Allsvenskan. L'anno successivo arrivò il miglior piazzamento storico dell'epoca, un 4º posto poi bissato anche nel 1967. Nel campionato 1969 il 2º posto sfumò a causa di una sconfitta all'ultima giornata, così ci fu un quinto piazzamento. Nel 1970 la squadra ha rischiato concretamente la retrocessione, ma la vittoria nello scontro diretto fece scendere i campioni in carica dell'IFK Göteborg. Dopo 18 stagioni consecutive in Allsvenskan, l'Örebro è retrocesso in Division 2 nel 1978.
In occasione dei campionati 1983 e 1984 la panchina fu affidata all'inglese Roy Hodgson, che lottò per la promozione senza centrare l'obiettivo in entrambi i casi. Nel 1986 la squadra fu vicina a scendere in terza serie, salvata solo dalla vittoria dei rivali del Västerås SK contro l'Enköpings SK.
Nel 1988 il tecnico Rolf Zetterlund portò Sven Dahlkvist in bianconero, giocatore destinato ad una lunga parentesi all'Örebro come giocatore prima e come allenatore poi. In quell'anno si realizzò il ritorno nella massima serie e, allo stesso tempo, l'Örebro SK Fotboll divenne indipendente dalla polisportiva Örebro SK incentrandosi esclusivamente sul calcio. Tornata quindi in Allsvenskan, la squadra raggiunse subito le semifinali scudetto per due volte consecutive.
Nel 1991 venne varata una riforma dei campionati, e la squadra perse lo scudetto durante il Mästerskapsserien, girone che vedeva in corsa le prime 6 classificate. Fu l'anno del debutto del polacco Mirosław Kubisztal (che ispirò i tifosi bianconeri a chiamare Kubanerna un loro gruppo ancora oggi attivo), ma anche dell'esordio in Coppa UEFA, concluso con l'immediata eliminazione da parte dell'Ajax ai trentaduesimi di finale. Nel 1993 per rimanere in Allsvenskan si rese necessario un doppio confronto contro il Vasalund, 2º classificato della seconda serie, dal quale l'Örebro uscì indenne per la regola dei gol in trasferta dopo un duplice pareggio. L'anno seguente, il 1994, fu positivo e la squadra lottò fino all'ultima giornata per vincere lo scudetto.
La squadra rimase in Allsvenskan fino al campionato 2004 compreso, ma nonostante l'8º posto dovette scendere in Superettan a causa di problemi economici. Al termine della stagione 2006 ci fu una nuova promozione, che riportò il club nella massima serie. Una retrocessione arrivò anche nel 2012, quando i bianconeri chiusero al penultimo posto, ma poi centrarono la risalita già l'anno successivo al primo tentativo. La nuova parentesi in Allsvenskan durò otto anni, fintanto che la stagione 2021 si concluse con una retrocessione.

## Organico

### Rosa 2022
Aggiornata al 18 febbraio 2022.
| N. |                        | Ruolo | Calciatore                       |
| -- | ---------------------- | ----- | -------------------------------- |
| 1  | Svezia (bandiera)      | P     | Oscar Jansson                    |
| 2  | Svezia (bandiera)      | D     | Daniel Björnquist                |
| 3  | Inghilterra (bandiera) | D     | Kevin Wright                     |
| 5  | Brasile (bandiera)     | D     | Fabio                            |
| 6  | Svezia (bandiera)      | D     | Benjamin Hjertstrand             |
| 7  | Svezia (bandiera)      | C     | Erik Björndahl                   |
| 8  | Svezia (bandiera)      | C     | Dennis Collander                 |
| 9  | Albania (bandiera)     | A     | Agon Mehmeti                     |
| 10 | Svezia (bandiera)      | C     | Martin Broberg                   |
| 11 | Turchia (bandiera)     | A     | Deniz Hümmet                     |
| 12 | Svezia (bandiera)      | C     | Jake Larsson                     |
| 14 | Svezia (bandiera)      | D     | Michael Almebäck (vice capitano) |
| 15 | Svezia (bandiera)      | C     | Niclas Bergmark                  |

| N. |                        | Ruolo | Calciatore               |
| -- | ---------------------- | ----- | ------------------------ |
| 16 | Svezia (bandiera)      | C     | David Seger              |
| 17 | Svezia (bandiera)      | C     | Johan Mårtensson         |
| 18 | Nigeria (bandiera)     | A     | Isaac Boye               |
| 19 | Svezia (bandiera)      | A     | Nahir Besara             |
| 20 | Svezia (bandiera)      | A     | Karl Holmberg            |
| 21 | Siria (bandiera)       | C     | Simon Amin               |
| 22 | Finlandia (bandiera)   | D     | Albin Granlund           |
| 23 | Svezia (bandiera)      | D     | Daniel Björkman          |
| 24 | Svezia (bandiera)      | D     | Hussein Ali              |
| 25 | Svezia (bandiera)      | C     | Nordin Gerzić (capitano) |
| 27 | Danimarca (bandiera)   | D     | Andreas Skovgaard        |
| 28 | Stati Uniti (bandiera) | C     | Romain Gall              |
| 30 | Stati Uniti (bandiera) | P     | Jake McGuire             |

## Rose delle stagioni precedenti
- 2009
- 2008

## Örebro SK Ungdom
Nel 1988 venne fondato un altro club, l'Örebro SK Ungdom, che formalmente è un'entità separata rispetto alla prima squadra, ma che di fatto vi lavora in stretta collaborazione. È la squadra di sviluppo (militante nelle serie minori del calcio senior svedese) in cui vengono spesso reindirizzati alcuni giovani giocatori che potrebbero entrare a far parte dell'Örebro SK. A partire dalla fine della stagione 2013, conclusa all'ultimo posto in Division 4, la squadra cessò le proprie partecipazioni a campionati senior, continuando a operare solo a livello giovanile.

## Palmarès

### Competizioni nazionali
- Division 1: 1

1988

### Competizioni internazionali
- Coppa Piano Karl Rappan: 2

1988, 1991

### Altri piazzamenti
- Campionato svedese:

Secondo posto: 1994
Terzo posto: 1991, 2010
- Coppa di Svezia:

Finalista: 1987-1988, 2014-2015
Semifinalista: 1967, 1968-1969, 2011
- Superettan:

Secondo posto: 2013
Promozione: 2006
- Coppa Intertoto UEFA:

Semifinalista: 1996
- UEFA Fair Play ranking: 1

1996-1997